# Fosterella hatschbachii
Fosterella hatschbachii är en gräsväxtart som beskrevs av Lyman Bradford Smith och Robert William Read. Fosterella hatschbachii ingår i släktet Fosterella och familjen Bromeliaceae. Inga underarter finns listade i Catalogue of Life.